# Mixdala
Mixdala är en by i västra delen av Ringarums socken, Valdemarsviks kommun.
Topografin i trakten präglas av bergig skogsmark som genomskärs av djupa dalar med åkermark. I byn fanns skola fram till 1958, vars skolbyggnad därefter används som bygdegård. I byn fanns mjölkkor fram till början av 2000-talet, varefter en gård numera (2011) har köttdjur. I byn finns även en hästgård, men de flesta gårdar har inte längre några djur.
Mixdala by skiftades vid mitten av 1800-talet, men fyra gårdar ligger fortfarande kvar på en rad vid den gamla bykärnan. Mixdala angränsar till byarna Häggebo, Säverum, Hjulerum, Fågeleke och Sverkersholm.